# Hôtel de ville de Chicago
L'hôtel de ville de Chicago (en anglais : Chicago City Hall) est un bâtiment de style néo-classique, siège officiel du gouvernement de la ville de Chicago, la troisième ville des États-Unis dans l'État de l'Illinois. Il est situé au 121 North LaSalle Street, dans le secteur financier du Loop (Downtown Chicago).
Le bâtiment abrite les bureaux du maire de Chicago (Mayor of Chicago), du greffier municipal (City Clerk), du trésorier de ville (City Treasurer), et de certains services municipaux (departments) de la ville. Les chambres du conseil municipal de Chicago (Chicago City Council) se trouvent sur le côté ouest du bâtiment. Le côté Est du bâtiment (appelé County Building) est consacré aux différents bureaux du gouvernement du comté de Cook.
Conçu par l'agence d'architectes Holabird and Root (dont le siège se trouve à Chicago), ce bâtiment massif est inauguré le 27 février 1911 après trois ans de travaux. Culminant à une hauteur de 66,44 mètres pour 12 étages, l'édifice est protégé au titre des Chicago Landmarks (CL) depuis 1982.
L'hôtel de ville de Chicago se trouve à proximité immédiate de plusieurs bâtiments d'importance dont le Richard J. Daley Center (un gratte-ciel de style international abritant des bureaux pour les employés du comté de Cook et de l'administration municipale) et le James R. Thompson Center (un bâtiment de style postmoderne abritant des bureaux pour les employés du gouvernement de l'État de l'Illinois).

## Historique
Le premier hôtel de ville de Chicago, en 1837, se trouvait dans des locaux loués dans le Saloon Building, à l'angle de Lake Street et Clark Street. La ville a ensuite loué un espace dans un immeuble appartenant à Nancy Chapman, de 1842 à 1848, lorsque l'ancienne halle du marché a été construite sur LaSalle Street. La halle du marché appartenant à la ville a tenu les affaires du conseil municipal à son deuxième étage, avec des magasins en dessous jusqu'en 1853. Un nouvel hôtel de ville et un palais de justice de comté, tous deux conçus par l'architecte John M. Van Osdel (1811-1891), ont ensuite été construits sur la place publique située entre Randolph Street, LaSalle Street, Washington Street et Clark Street (ce bâtiment, qui a brûlé lors du Grand incendie de Chicago en 1871, est parfois appelé « Old Chicago Courthouse »). La dépouille du 16e président des États-Unis Abraham Lincoln (1809-1865) reposait dans l'ancien palais de justice de la mairie avant son inhumation à Springfield (capitale de l'État de l'Illinois). La cloche du palais de justice sonna en 1871 lors du Grand incendie de Chicago avant que la salle ne brûle entièrement.
L'hôtel de ville de Chicago étant ravagé par les flammes, une salle provisoire surnommée « la vieille colonie » fut construite autour d'un réservoir d'eau qui a survécu à l'incendie entre LaSalle Street et Adams Street. Depuis 1888, le site est occupé par le Rookery Building, un bâtiment construit dans le style Chicago. En 1885, la ville et le comté achevèrent la construction d'un nouveau bâtiment combiné de style Empire français sur le site actuel (et sur le site de l'ancien palais de justice). Ce bâtiment a été démoli et remplacé entre 1908 et 1911 par la structure actuelle, plus grande et plus moderne.
Ce bâtiment de 12 étages fut conçu dans le style néo-classique par la firme d'architectes de Chicago Holabird and Root (sous la direction de William Holabird et Martin Roche) et fut commandé sous l'administration du 39e maire de Chicago Fred A. Busse (homme politique éminent qui initia quelques années plus tôt le célèbre « Plan de Chicago de 1909 », un vaste projet de renouvellement urbain et de recomposition paysagère de la ville de Chicago). Plus de 700 ouvriers travaillèrent à la construction de l'édifice, comprenant des charpentiers, des tôliers, des briqueteurs, des électriciens, des marbriers, des plombiers ou encore des peintres. Son coût de construction fut estimé à environ 5 millions de dollars US (soit 165 millions de dollars en 2024). Le bâtiment héberge aujourd'hui près de 3 000 employés municipaux.

## Description

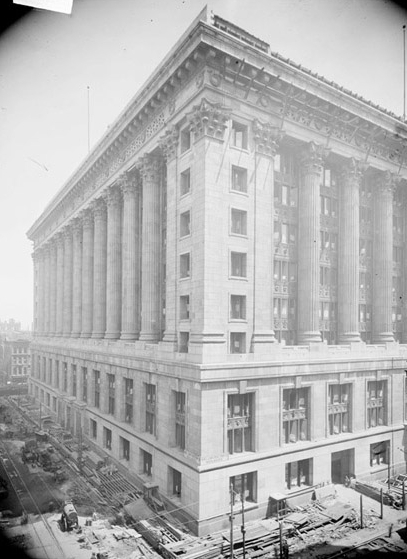
Photographie de l'achèvement des travaux de l'hôtel de ville de Chicago vue depuis LaSalle Street (1911).

Situé dans le centre-nord du secteur financier du Loop, sur un îlot délimité par Randolph Street, LaSalle Street, Washington Street et Clark Street, l'hôtel de ville se distingue par ses colonnes d'ordre corinthien en granit de Woodbury hautes de 35 mètres et larges de 2,7 mètres. Comptant parmi les plus grandes jamais construites, ces colonnes sont creuses et ont été conçues par segments de 1,5 mètre de haut. Environ 5 100 m3 de granit et de terre cuite ont été nécessaires à la construction des murs extérieurs et des colonnes. Les montants des fenêtres sont à ossature légère en bois. Le hall du rez-de-chaussée est revêtu de marbre Botticino massif poli. En 1948, la corniche extérieure fut retirée. Le 21 mars 1957, un incendie détruisit la salle d'origine du conseil municipal (de style Renaissance italienne) qui présentait des peintures murales de l'artiste Frederick Clay Bartlett et des boiseries en chêne importées d'Angleterre. Une salle de style contemporain entièrement rénovée a rouvert ses portes en 1958.
En 1967, au cours d'un important projet de rénovation lancé par la municipalité, 75 % de l'intérieur du bâtiment, du sous-sol au toit, ont été rénovés, y compris les nouveaux plafonds suspendus, les cloisons, les revêtements de sol, l'éclairage, les finitions murales, les locaux de maintenance et les chaudières. La rénovation a été supervisée par le Bureau d'architecture, d'ingénierie et de construction de la ville de Chicago (City of Chicago Bureau of Architecture, Engineering and Construction ; AEC) et l'agence d'architectes Holabird and Root fut le principal conseiller en ingénierie structurelle. Le 21 janvier 1982, le bâtiment a été officiellement inscrit sur la liste des Chicago Landmarks (CL) par la Commission on Chicago Landmarks, une branche de l'administration municipale de Chicago, avec l'approbation du conseil municipal de Chicago.
L'entrée de l'hôtel de ville de Chicago dispose de quatre panneaux en relief sculptés dans le granit par le graveur-médailleur John Flanagan. Chacun des quatre panneaux représente une préoccupation principale du gouvernement de la ville : l'amélioration des terrains de sport et des loisirs ; l'éducation publique ; les parcs et espaces verts ; l'approvisionnement et la qualité de l'eau. L'entrée principale (est) du bâtiment présente quatre hauts-reliefs supplémentaires : un homme étudiant un parchemin ; un homme tenant un voilier et un filet de pêche ; et deux reliefs quasi identiques représentant une version plus ancienne du sceau du comté de Cook dont Chicago est le siège de comté.

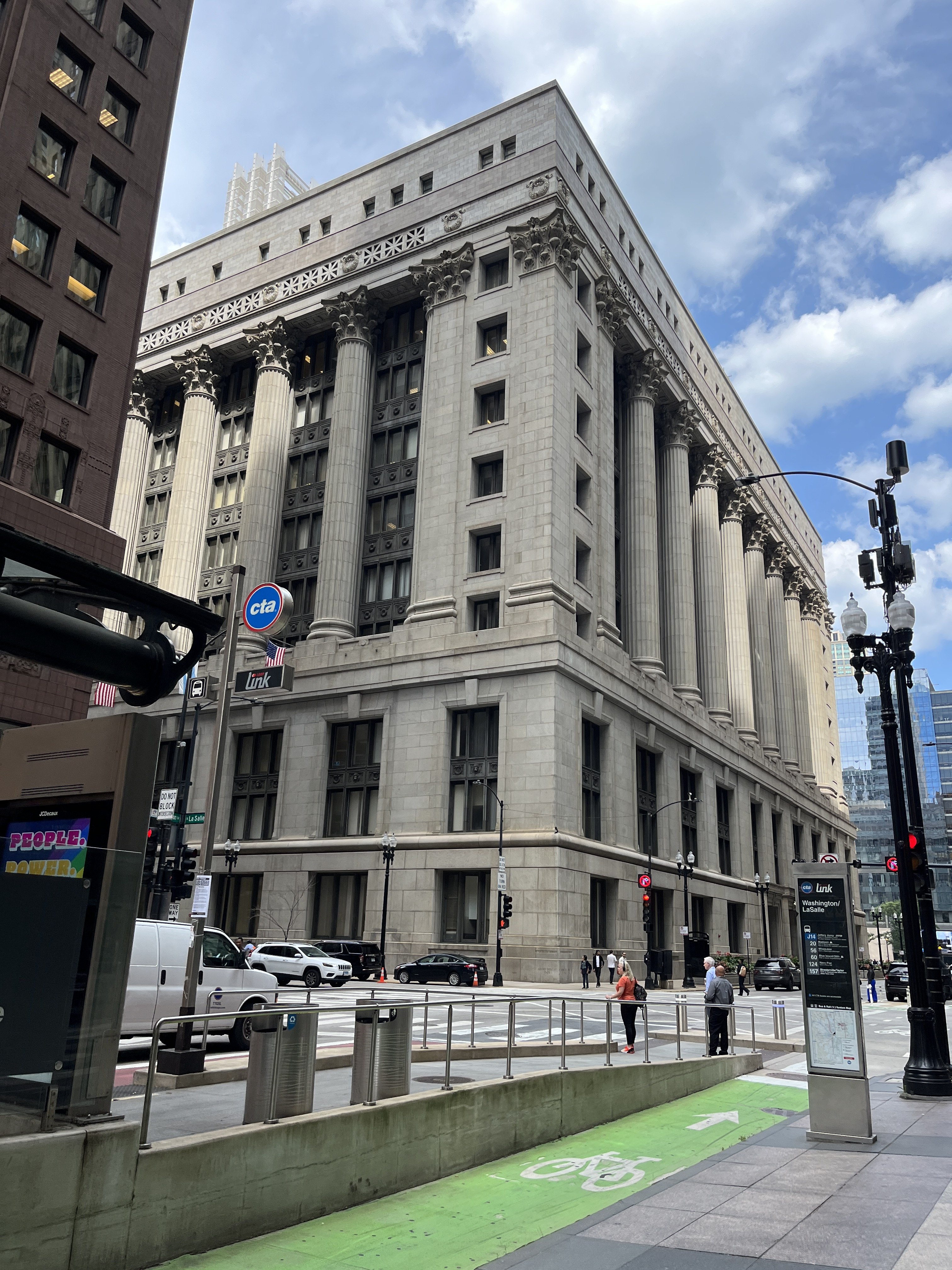
Vue de l'angle de LaSalle Street et Washington Street (2023).

Quand les visiteurs pénètrent dans le bâtiment, ils sont accueillis par de grands escaliers en marbre élaboré et des tablettes en bronze honorant les administrations successives de Chicago depuis 1837 (date d'incorporation de la municipalité de Chicago qui acquiert officiellement le statut de ville) jusqu'à nos jours. Le bâtiment abrite les bureaux du maire de Chicago (Mayor of Chicago), du greffier municipal (City Clerk), du trésorier de ville (City Treasurer), des cinquante membres du conseil municipal de Chicago (Chicago City Council) et de certains services municipaux (Departments ou City Services). Le « cinquième étage » (« fifth floor ») du bâtiment est parfois utilisé par les chicagoans comme une métonymie pour désigner « la fonction et le pouvoir » du maire de Chicago car son bureau est situé au 5e étage.
Le Richard J. Daley Center adjacent, un gratte-ciel de style international haut de 198 mètres, a été construit comme annexe dans les années 1960 car l'administration municipale de Chicago devenait trop importante pour le seul hôtel de ville. Le bâtiment accueille également des bureaux pour les employés du gouvernement de l'Illinois et du comté de Cook. Le James R. Thompson Center, adjacent à l'hôtel de ville, constitue un important nœud de correspondance du métro de Chicago (‘L’) puisque six lignes (bleue, verte, brune, rose, mauve et orange) s'y croisent à la station Clark/Lake.

## Occupants
Les agences et les services municipaux (departments) suivants sont situés à l'hôtel de ville :
- Bureau du Maire (Office of the Mayor) - 5e étage ;
- Bureau du Maire pour les Personnes Handicapées (Mayor's Office for People with Disabilities ; MOPD) ;
- Conseil municipal (City Council) - 2e étage (Salle du Conseil) ;
- Greffier municipal (City Clerk) - 1er étage ;
- Trésorier de ville (City Treasurer) - Salle 106 ;
- Département des Bâtiments (Department of Buildings ; DOB) - Salle 900 ;
- Département des Finances (Department of Finance ; DOF) - 7e étage ;
- Département de droit (Department of Law ; DOL) - Suite 600 ;
- Affaires commerciales et protection des consommateurs (Business Affairs and Consumer Protection) - 8e étage ;
- Département de la Planification et du Développement (Department of Planning and Development ; DPD) - 10e étage ;
- Département des Voiries et de l'Assainissement (Department of Streets and Sanitation ; DSS) - Salle 1107 ;
- Bureau de gestion des urgences et des communications (Office of Emergency Management and Communications ; OEMC) ;
- Département des services d'approvisionnement (Department of Procurement Services ; DPS) - Salle 806 ;
- Département des ressources humaines (Department of Human Resources ; DHR).

- À noter que la majorité des services municipaux (tels que la police et les pompiers par exemple) possèdent leurs bureaux en dehors de la mairie, dans des bâtiments appartenant également à la ville de Chicago ; de plus l'hôtel de ville de Chicago possède plusieurs mairies annexes à travers le territoire municipal.

## Toiture végétale

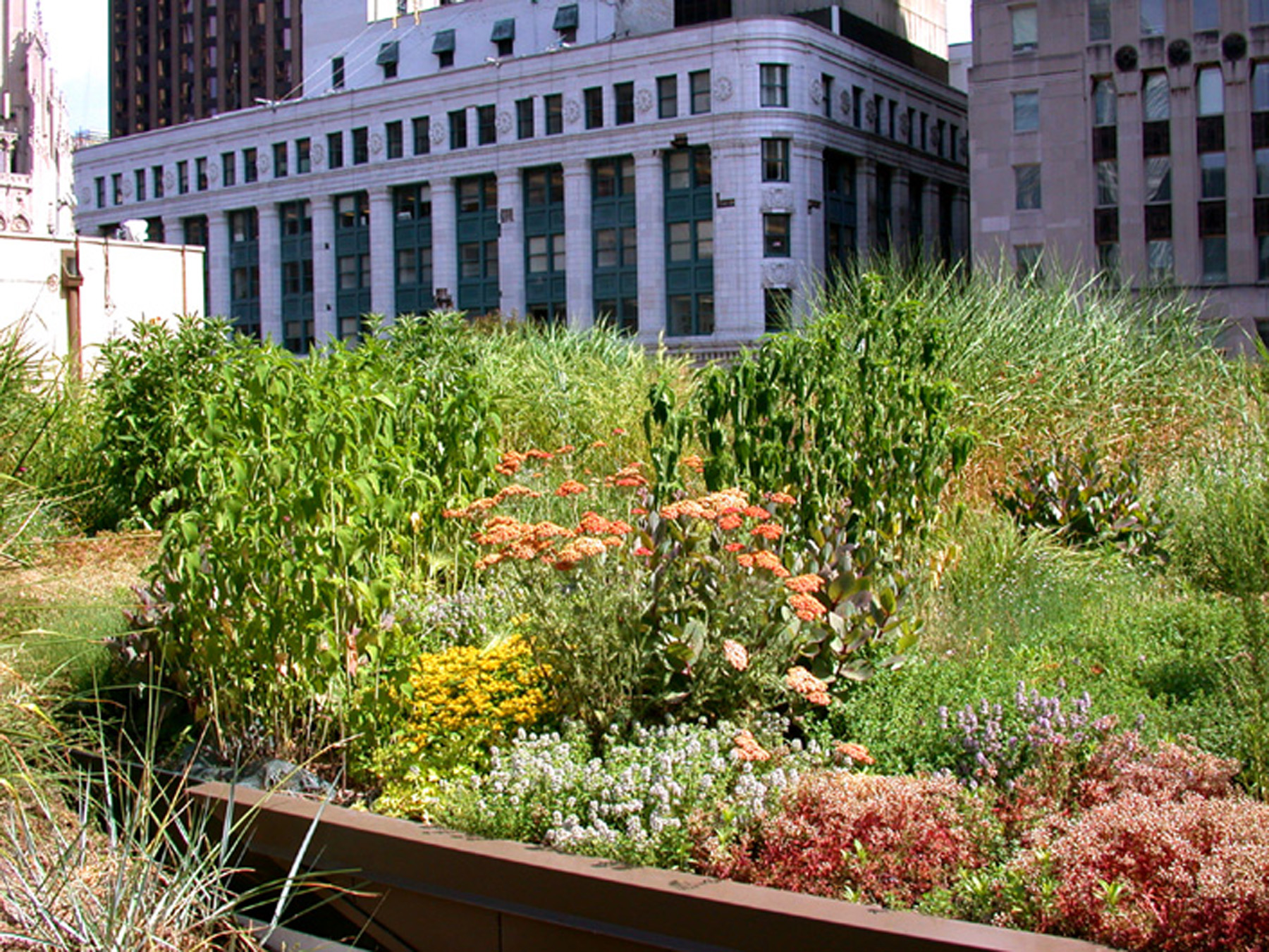
Depuis 2001, plantes et arbustes poussent sur le toit de l'hôtel de ville.

En 2001, sous l'impulsion de Richard M. Daley (maire de Chicago de 1989 à 2011), des jardins d'une superficie de 3 600 m2 ont été créés sur le toit du bâtiment et ont servi de projet pilote pour évaluer l'impact des toitures végétales, sur l'effet d'îlot de chaleur dans les zones urbaines, l'écoulement des eaux de pluie et l'efficacité de différents types de toits verts et d'espèces végétales pour le climat de Chicago.
Bien que le toit ne soit pas accessible au public, il est visible depuis les 33 bâtiments les plus hauts du quartier. Le jardin se compose de 20 000 plantes issues de plus de 150 espèces différentes, dont des arbustes, des vignes et deux arbres. L'équipe qui a conçu cette toiture végétalisée fut dirigée par la société Conservation Design Forum de la région de Chicago, en collaboration avec l'architecte et paysagiste William McDonough.
Grâce à l'abondance de plantes à fleurs sur le toit, les apiculteurs récoltent chaque année environ 91 kg de miel dans les ruches installées sur le toit. Le toit vert de l'hôtel de ville de Chicago a remporté le prix du mérite du concours de l'American Society of Landscape Architects (« Association américaine des architectes paysagistes » ; ASLA) en 2002.

## Dans la culture populaire
L'extérieur et certaines parties de l'intérieur du bâtiment sont visibles dans des scènes phares du film Les Blues Brothers (The Blues Brothers) réalisé par John Landis et sorti en 1980, dans lesquelles Jake Blues (interprété par John Belushi) et Elwood Blues (interprété par Dan Aykroyd) se précipitent vers le bâtiment pour respecter une date limite d'impôt foncier tout en étant poursuivis par une horde de policiers, de pompiers et de militaires.
L'intérieur de l'édifice a servi de cadre au film Le Fugitif (The Fugitive) réalisé par Andrew Davis et sorti en 1993, où Richard Kimble (interprété par Harrison Ford) est pourchassé dans les escaliers par le marshal des États-Unis Samuel Gerard (interprété par Tommy Lee Jones), jusqu'à ce qu'il arrive dans le vaste hall d'entrée en courant, où Kimble parvient à sortir miraculeusement du bâtiment, échappant de peu à être appréhendé par Gerard et ses hommes.

## Galerie d'images

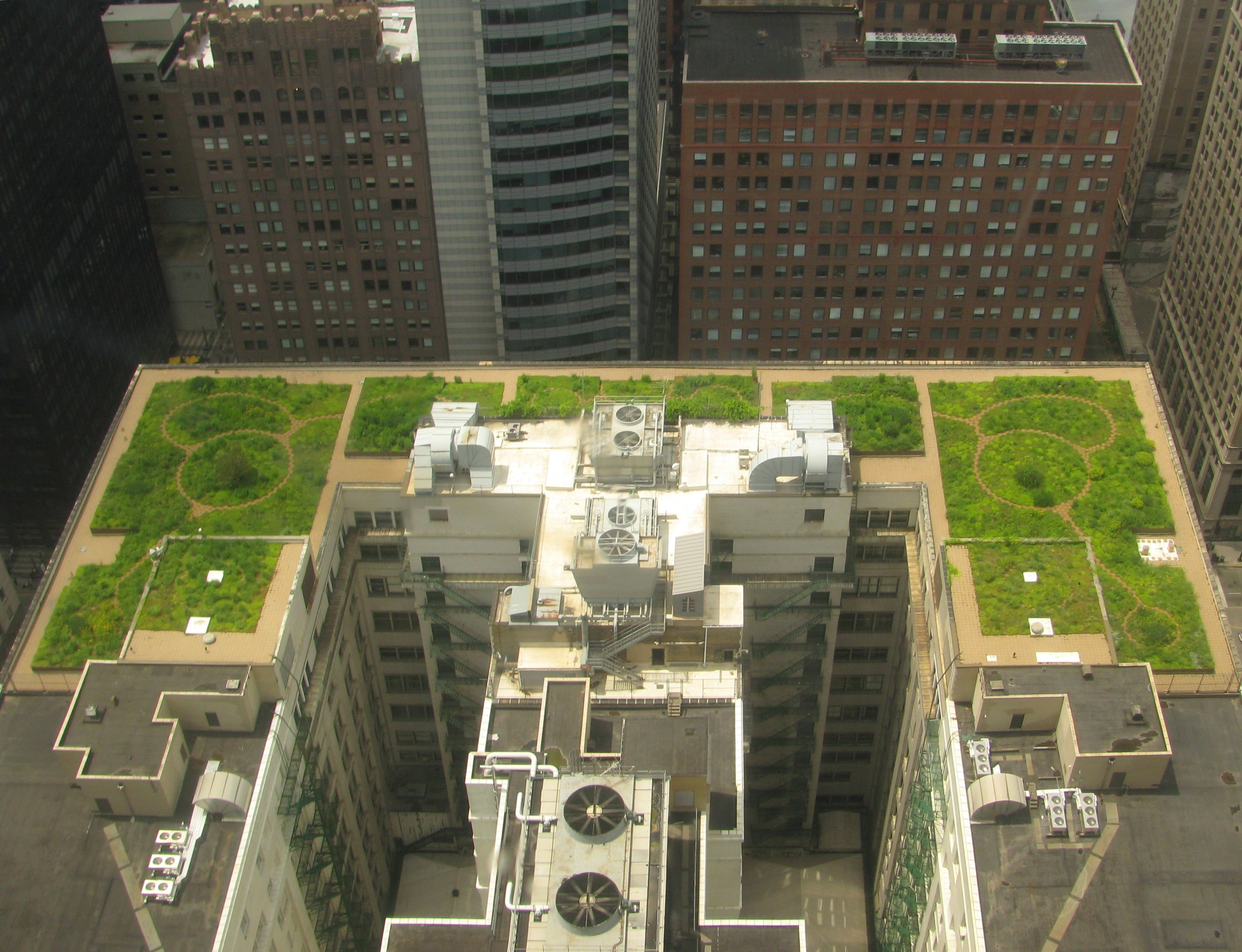
Le toit végétal vu depuis le Richard J. Daley Center.
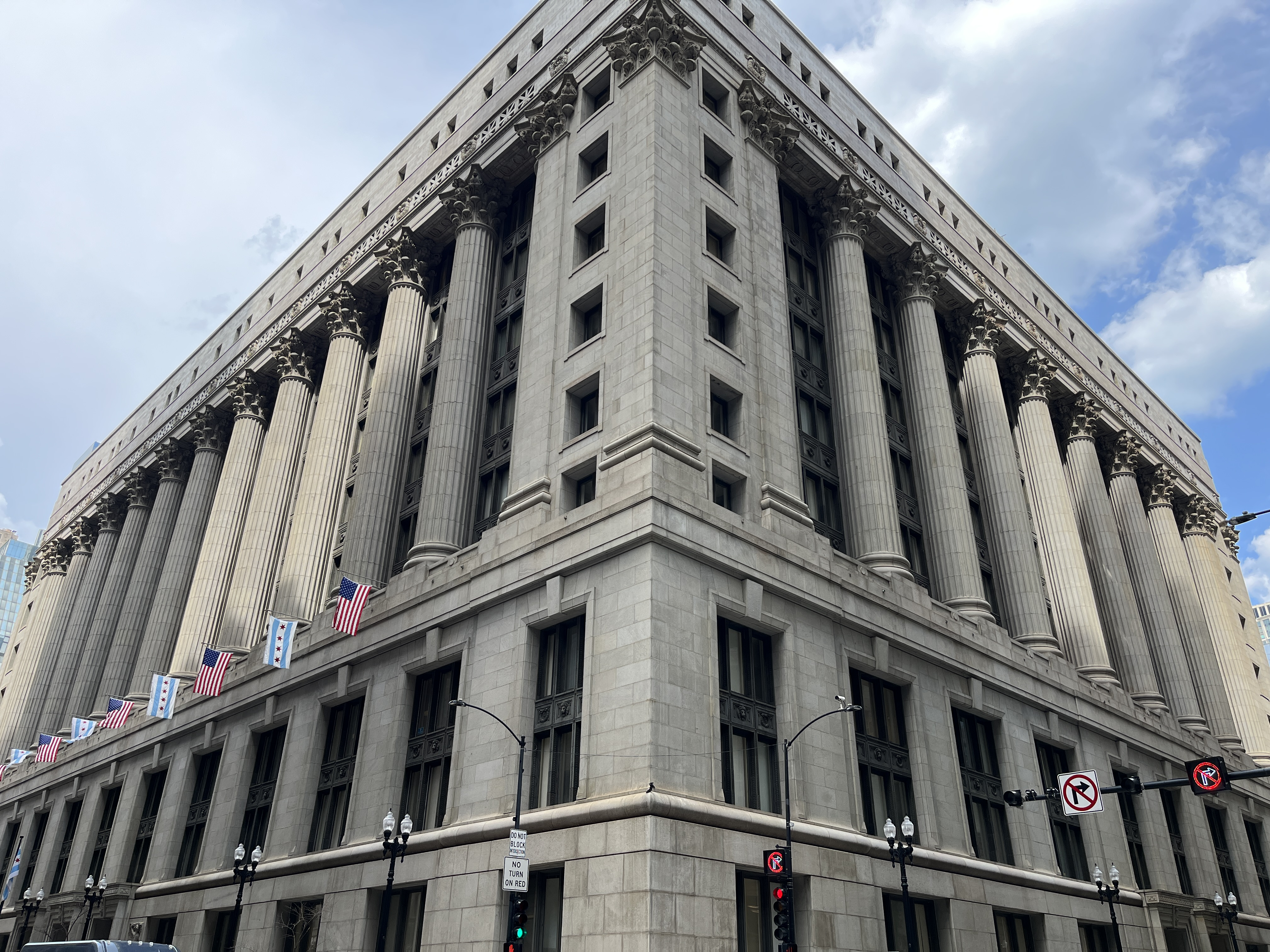
Vue de l'angle de LaSalle Street et Washington Street.
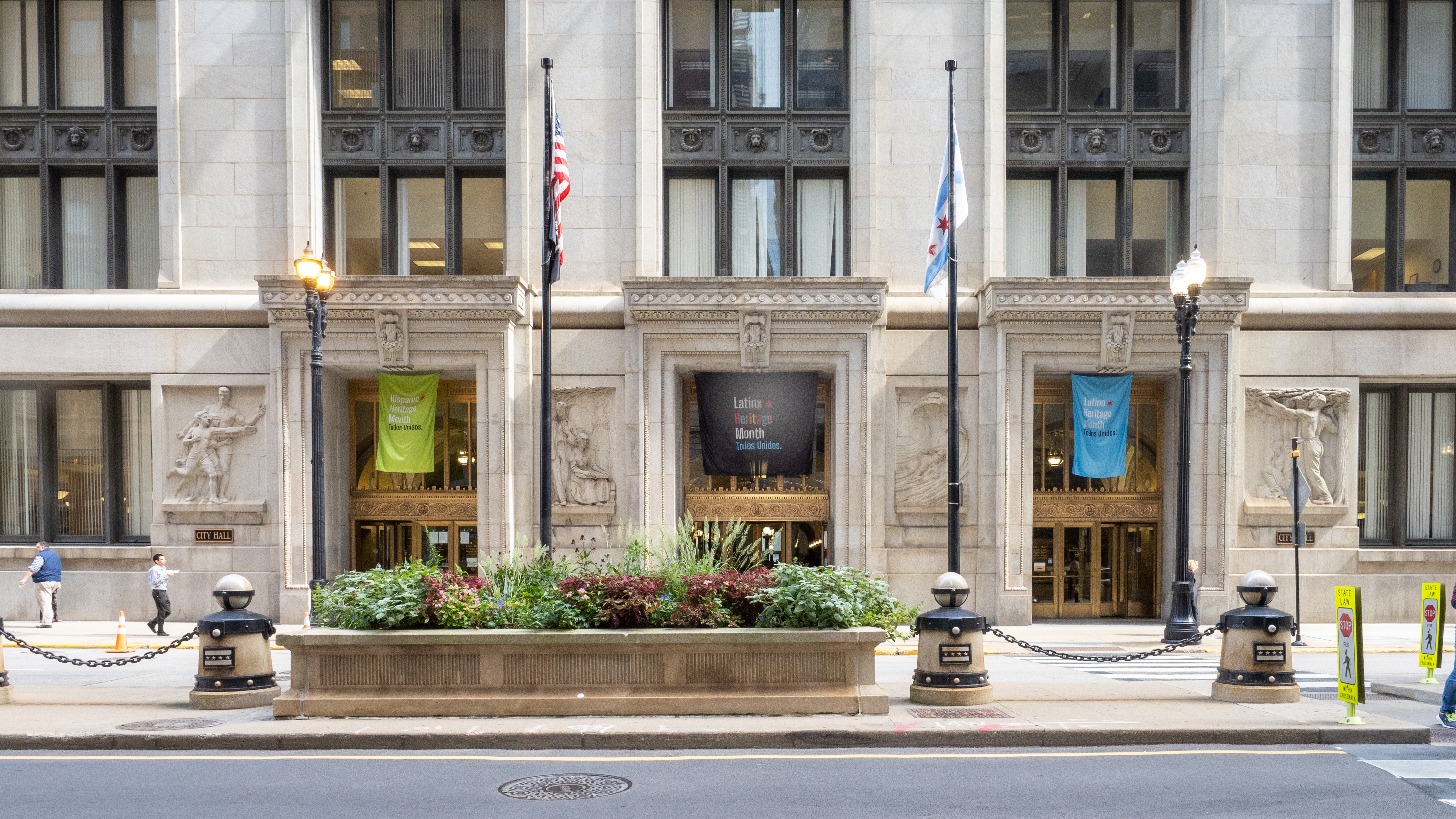
Les quatre sculptures hauts-reliefs du rez-de-chaussée du bâtiment.
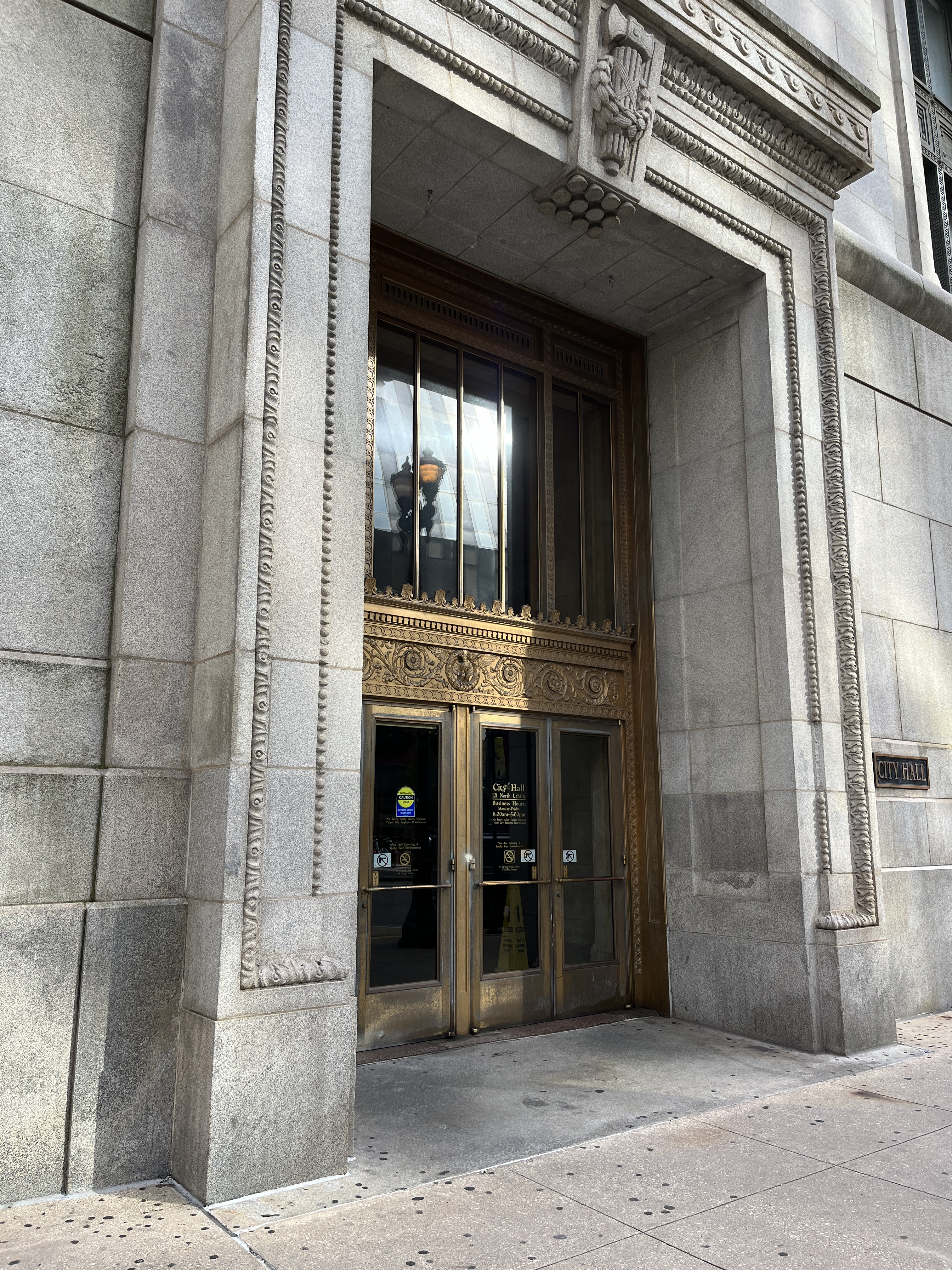
Entrée du bâtiment.
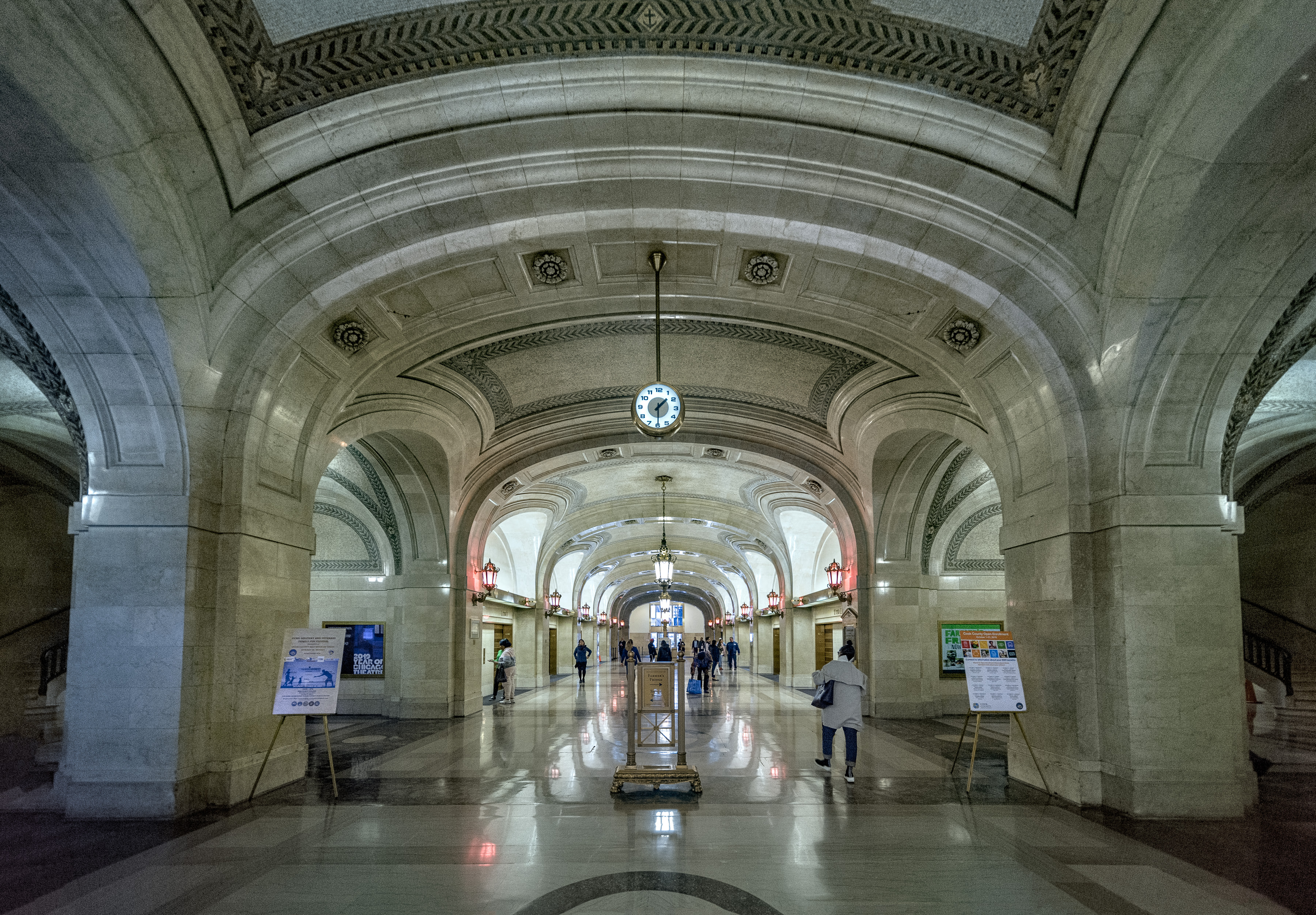
Le hall d'entrée.
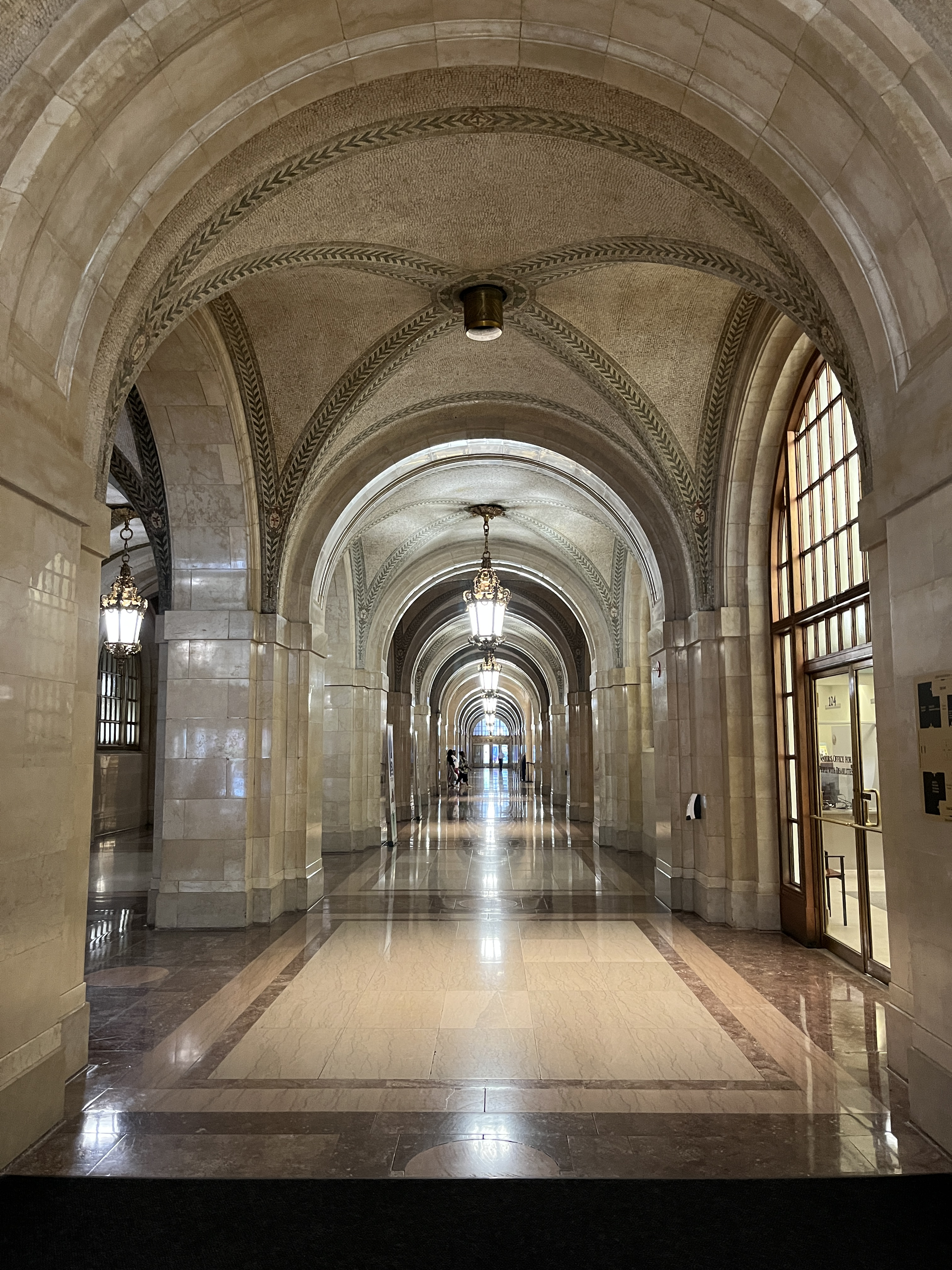
Un des couloirs.
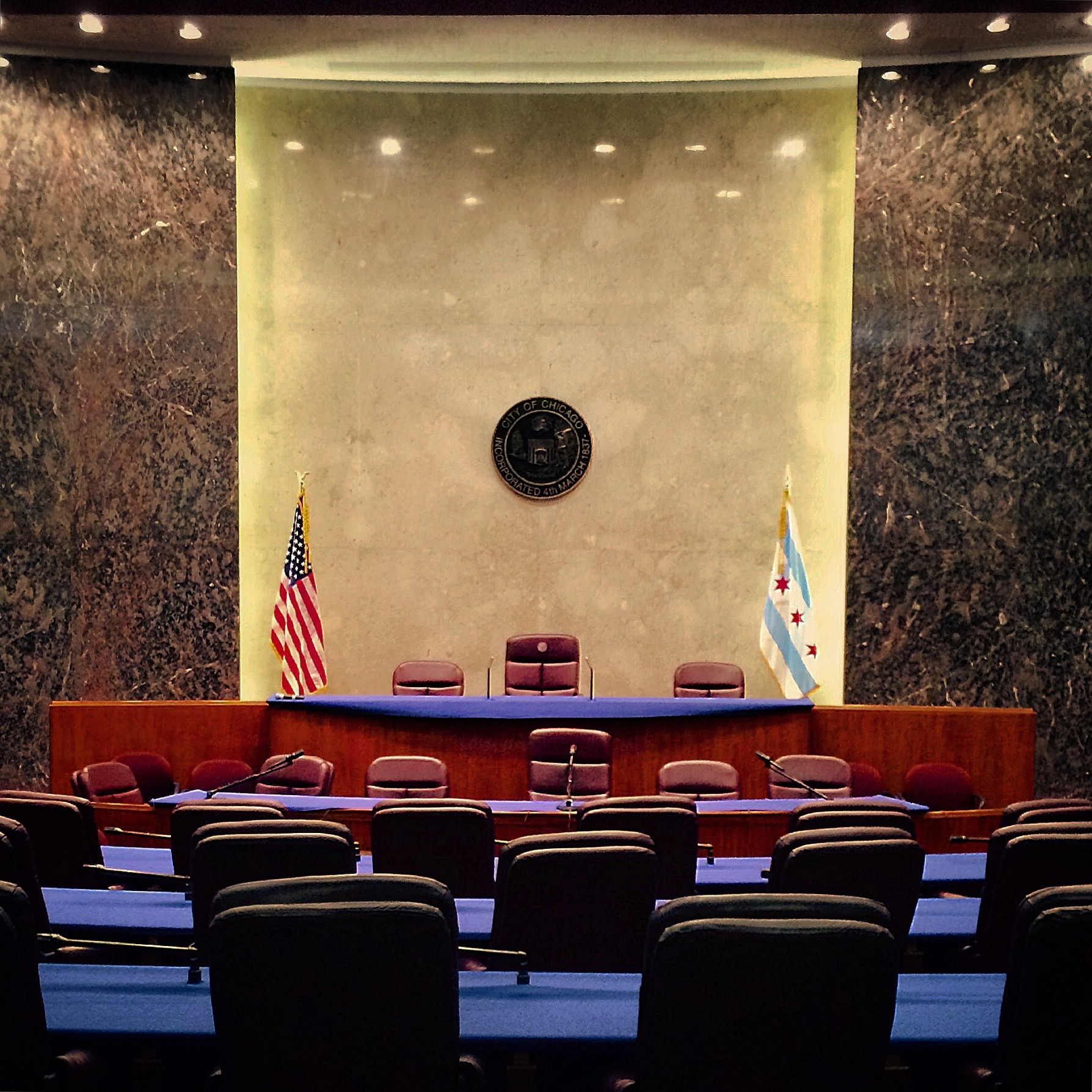
La chambre du conseil municipal.
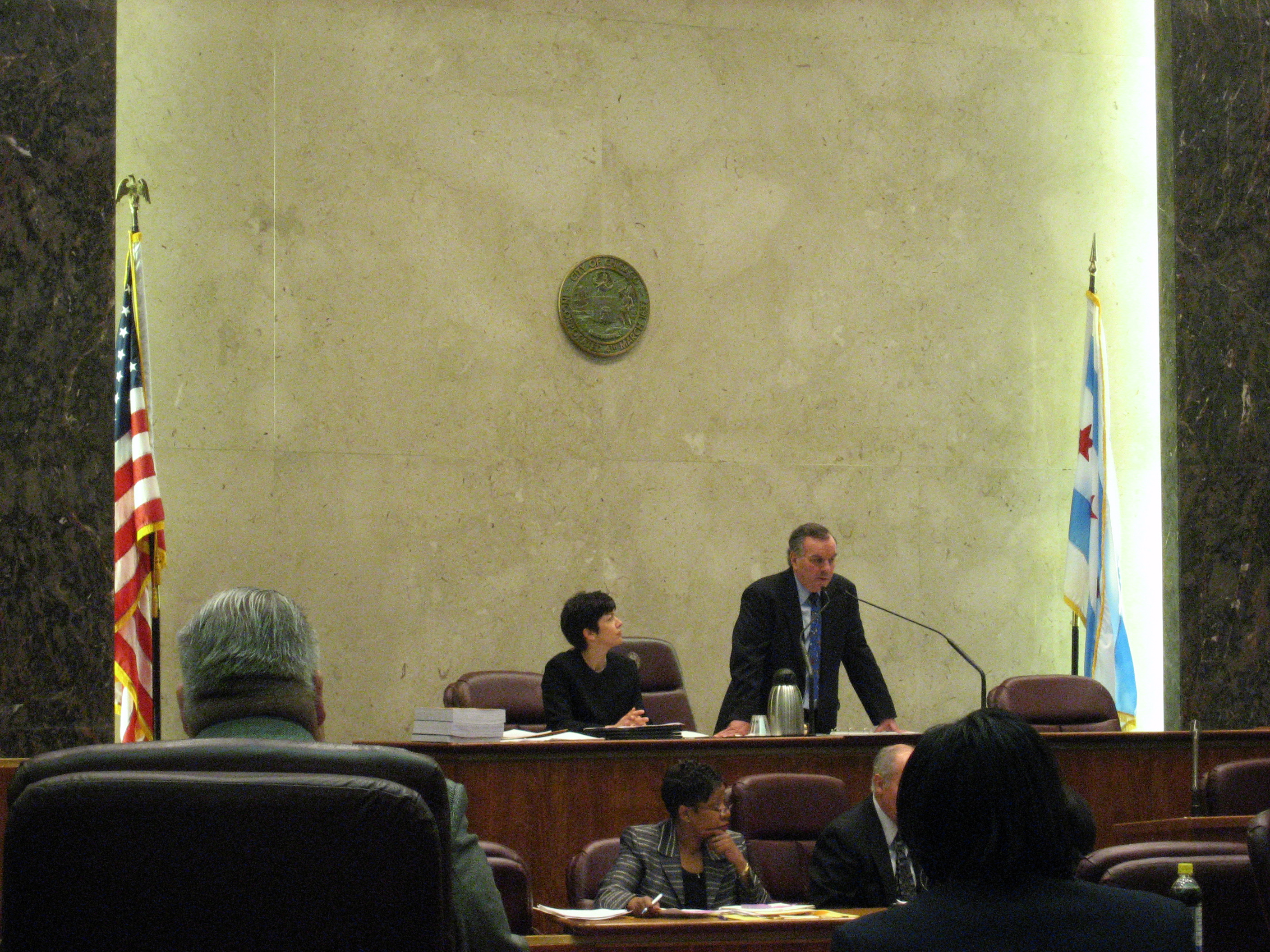
Le Maire de Chicago Richard M. Daley lors d'une réunion au conseil municipal (2008).
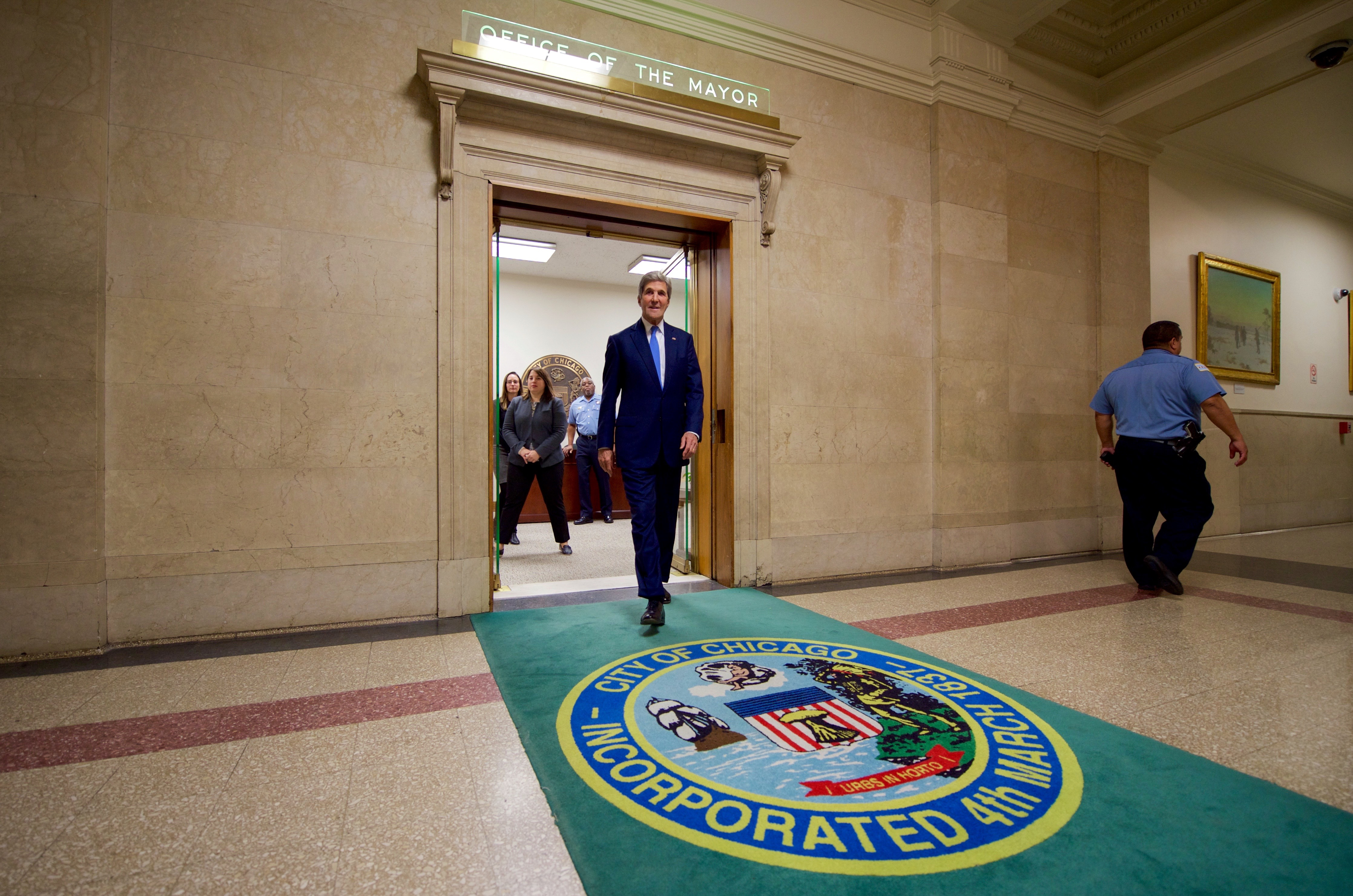
Le secrétaire d'État des États-Unis John Kerry quittant le Bureau du Maire après une réunion (2016).